# Patrick Anton
Patrick Anton est un avocat français depuis 1978. En parallèle, dans les années 1990, il est également arbitre de football.

## Carrière d'arbitre
Il officie dans le championnat de France entre 1990 et 1999,.
Lors de la saison 1993-1994, il expulse simultanément Fabien Barthez et Basile Boli, joueurs de l'Olympique de Marseille lors de la rencontre OM - FC Metz. À la fin du match, il est l'objet d'un jet de pavé dans son vestiaire et il reçoit plusieurs menaces de mort dans les jours qui suivent.

## Après-carrière
Depuis les années 2000 et l'arrêt de sa carrière d'arbitre, Patrick Anton garde des liens étroits avec son ancienne corporation et il intervient régulièrement en tant qu'avocat pour des arbitres français. Il est notamment celui de Nelly Viennot après les événements de décembre 2000 où la juge de ligne est victime d'un jet de pétard lors d'un match entre le RC Strasbourg et le FC Metz. Il est également l'avocat d'Alexandre Castro après l'altercation en mai 2013 opposant l'arbitre à Leonardo, directeur sportif du Paris SG et sanctionné par la suite à neuf mois d'interdiction de toutes fonctions officielles.